# ژلیکو آدژیچ
ژلیکو آدژیچ (کرواتی: Željko Adžić؛ زادهٔ ۲۸ اوت ۱۹۶۵) بازیکن فوتبال اهل کرواسی بود.
از باشگاه‌هایی که در آن بازی کرده‌است می‌توان به باشگاه فوتبال اینتر زاپرشیچ، باشگاه فوتبال هرکولس، باشگاه فوتبال دینامو زاگرب، و باشگاه فوتبال خرواتسکی دراگوولیاتس اشاره کرد.
وی همچنین در تیم ملی فوتبال کرواسی بازی کرده‌است.